# Łódzkie Towarzystwo Entomologów
Łódzkie Towarzystwo Entomologiczne – pierwsze polskie stowarzyszenie skupiające entomologów,  założone w 1910. W latach 1910–1912 wydawało pierwsze polskie czasopismo entomologiczne "Entomolog Polski".